# NGC 3201
NGC 3201 (również GCL 15 lub ESO 263-SC26) – gromada kulista znajdująca się w gwiazdozbiorze Żagla. Została odkryta 1 maja 1826 roku przez Jamesa Dunlopa. Znajduje się w odległości ok. 16 tys. lat świetlnych od Słońca oraz 28,7 tys. lat świetlnych od centrum Galaktyki.